# Longwood Gardens
El Jardín botánico de Longwood o Longwood Gardens es uno de los jardines botánicos más importantes de los Estados Unidos de América. 
Este jardín botánico tiene unos 1050 acres (4,2 km²) de jardines, bosques, y prados en Kennett Square, Pensilvania, en el Valle de las Parras de Brandy (Brandywine Valley). 
El código de identificación del Longwood Gardens como miembro del "Botanic Gardens Conservation Internacional" (BGCI), así como las siglas de su herbario es KEN.

## Localización

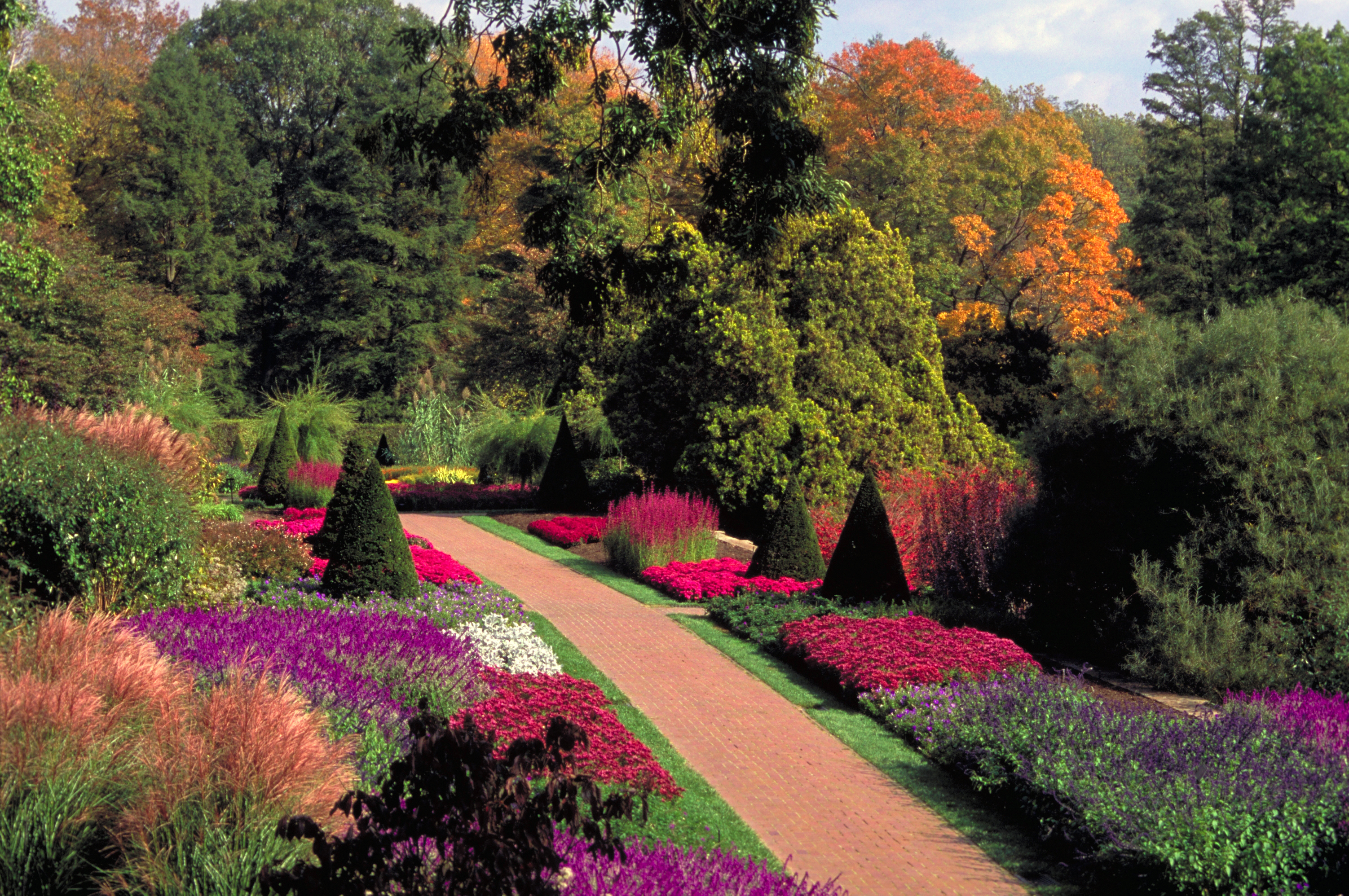
Uno de los jardines formales del Jardín Botánico de Longwood.

Desde la Interestatal 95 tomar la « Route 322 » hacia el oeste (exit 3A) a « Route 1 » dirección sur. Longwood Gardens se encuentra en la « Route 1 » , a unas 3 millas al noreste de Kennett Square.
Longwood Gardens, PO Box 501, Kennett Square, Kennett Square, Chester county, Pensilvania, PA 19348-0501 United States of America-Estados Unidos de América. 
Longwoods Gardens es de administración privada y se cobra una tarifa de entrada.

## Historia
El Jardín botánico de Longwood fue creado por el industrial Pierre S. du Pont (1870-1954) en 1906. 

## Colecciones
Ofrece 20 jardines al exterior y 20 jardines en interiores, con 4 acres (16,000 m²) de invernaderos con temperaturas controladas, conocidos como conservatories. 

Invernaderos
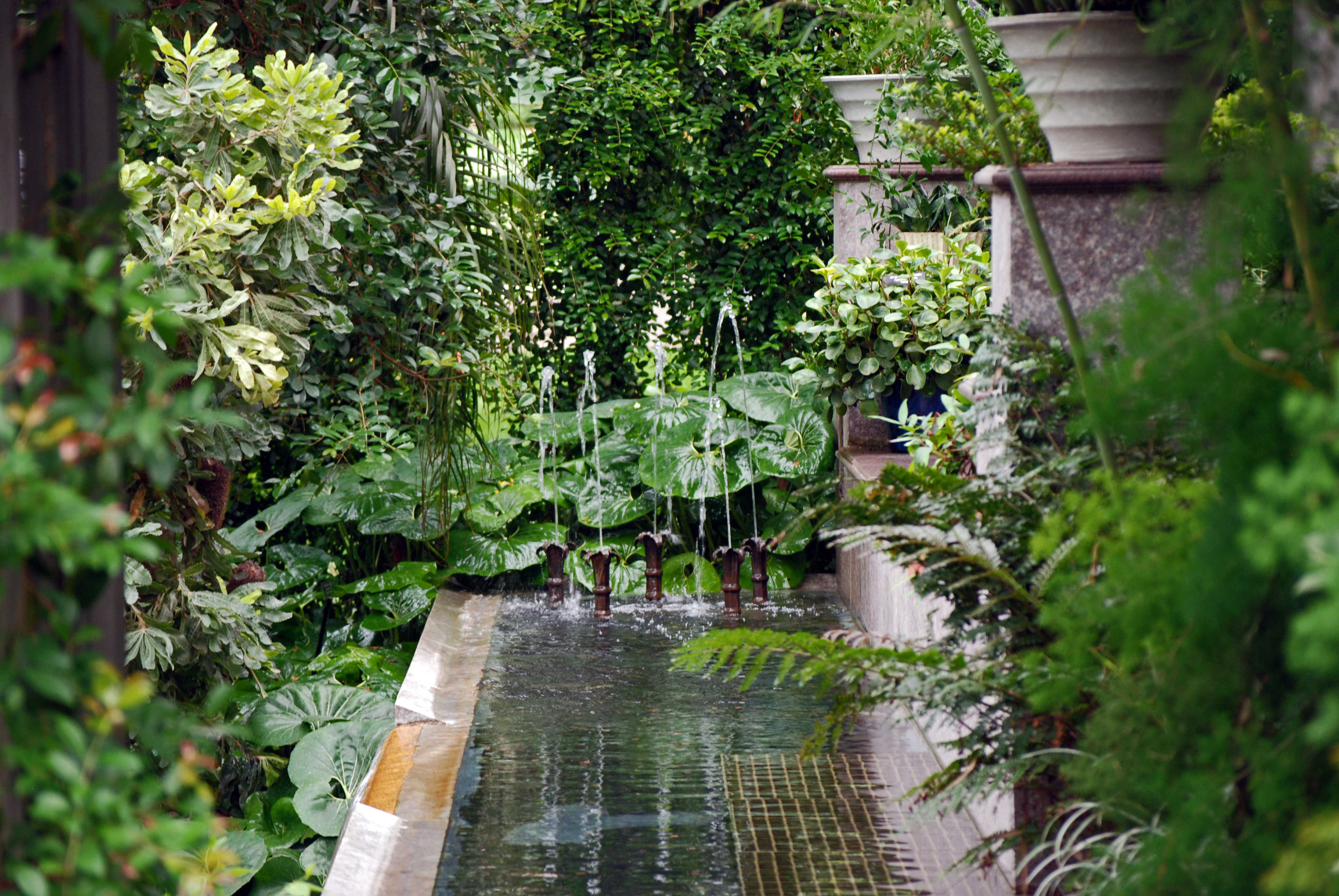
Interior de uno de los invernaderos.
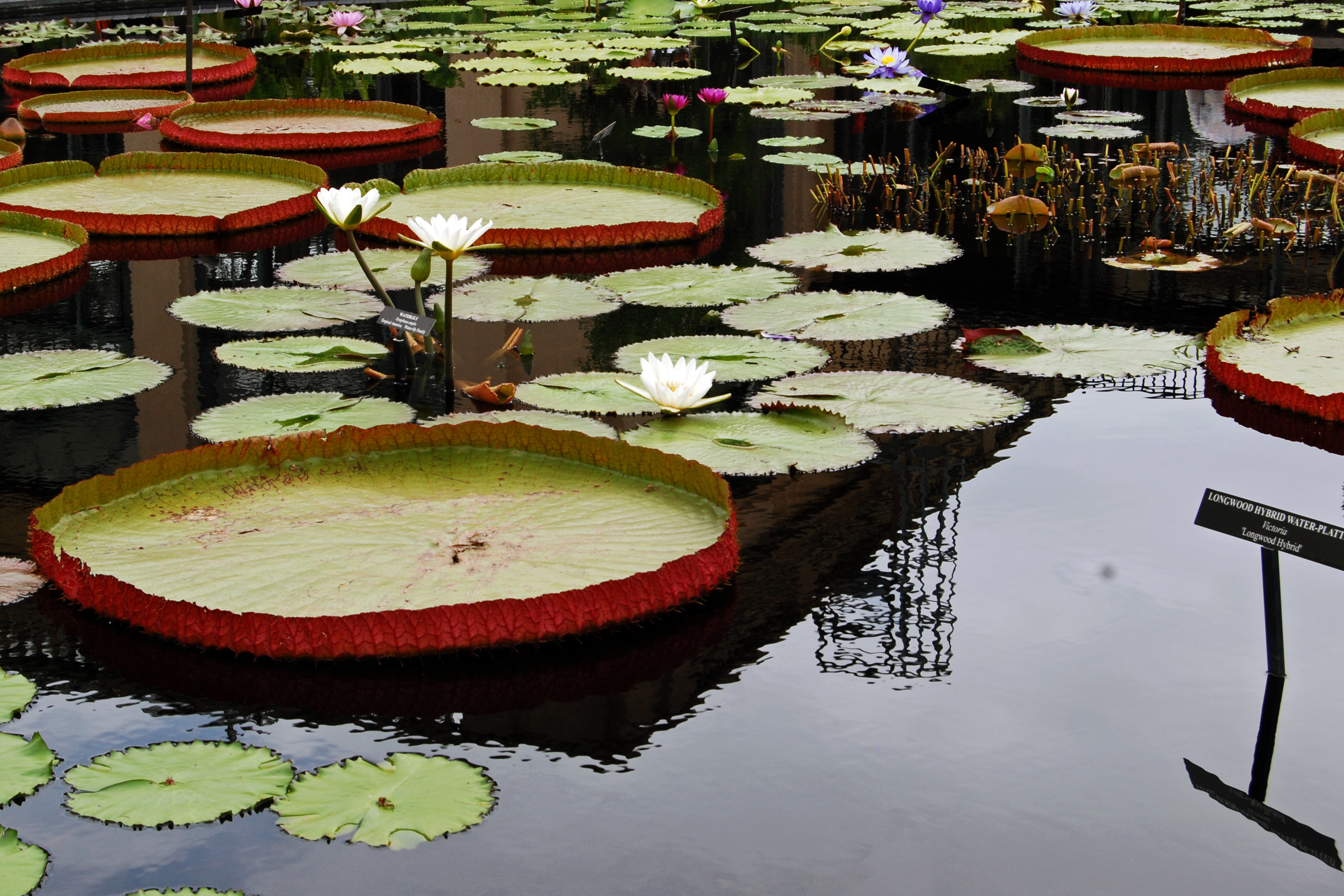
Estanque con victorias.
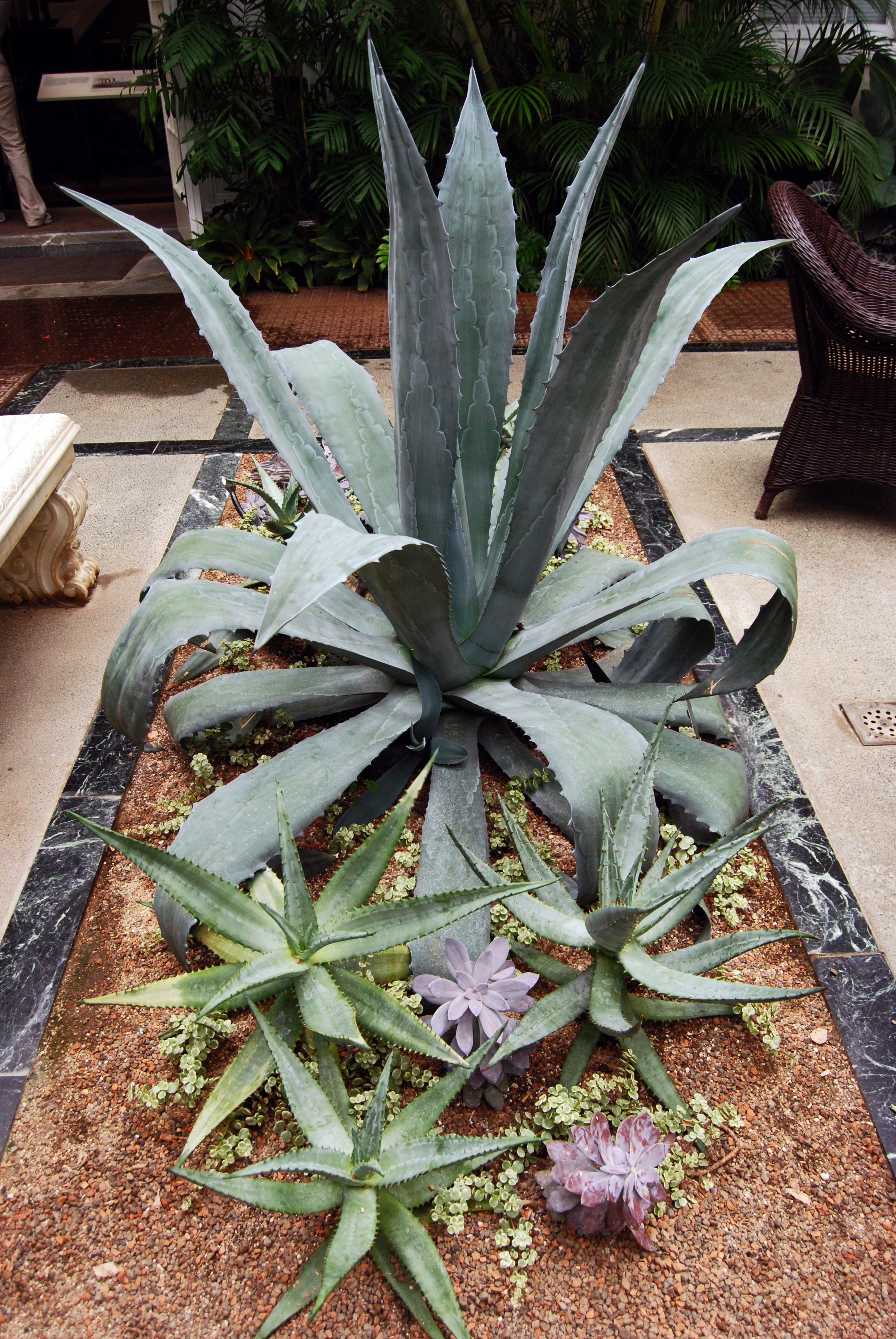
Agaves en Longwood.
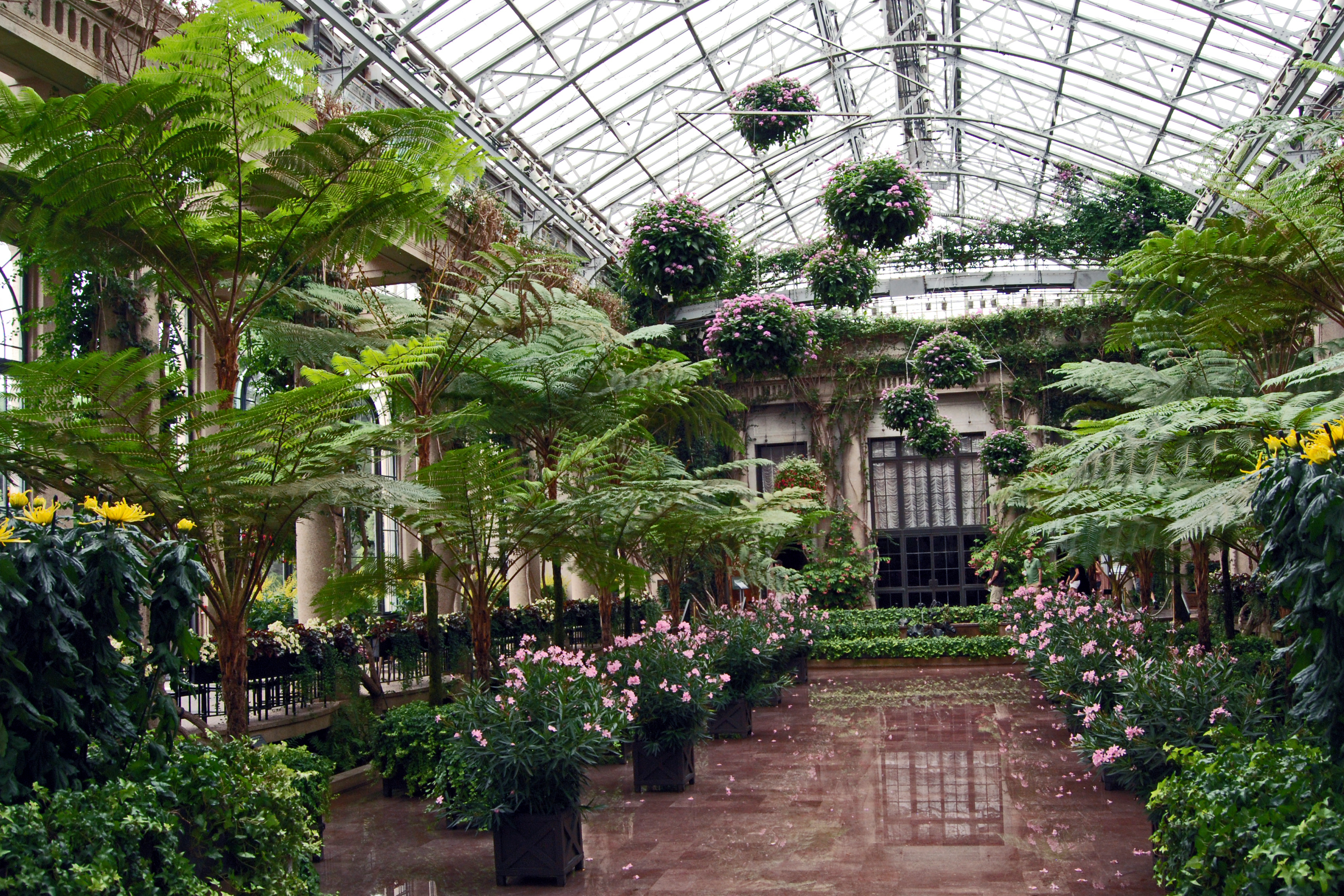
Invernadero.
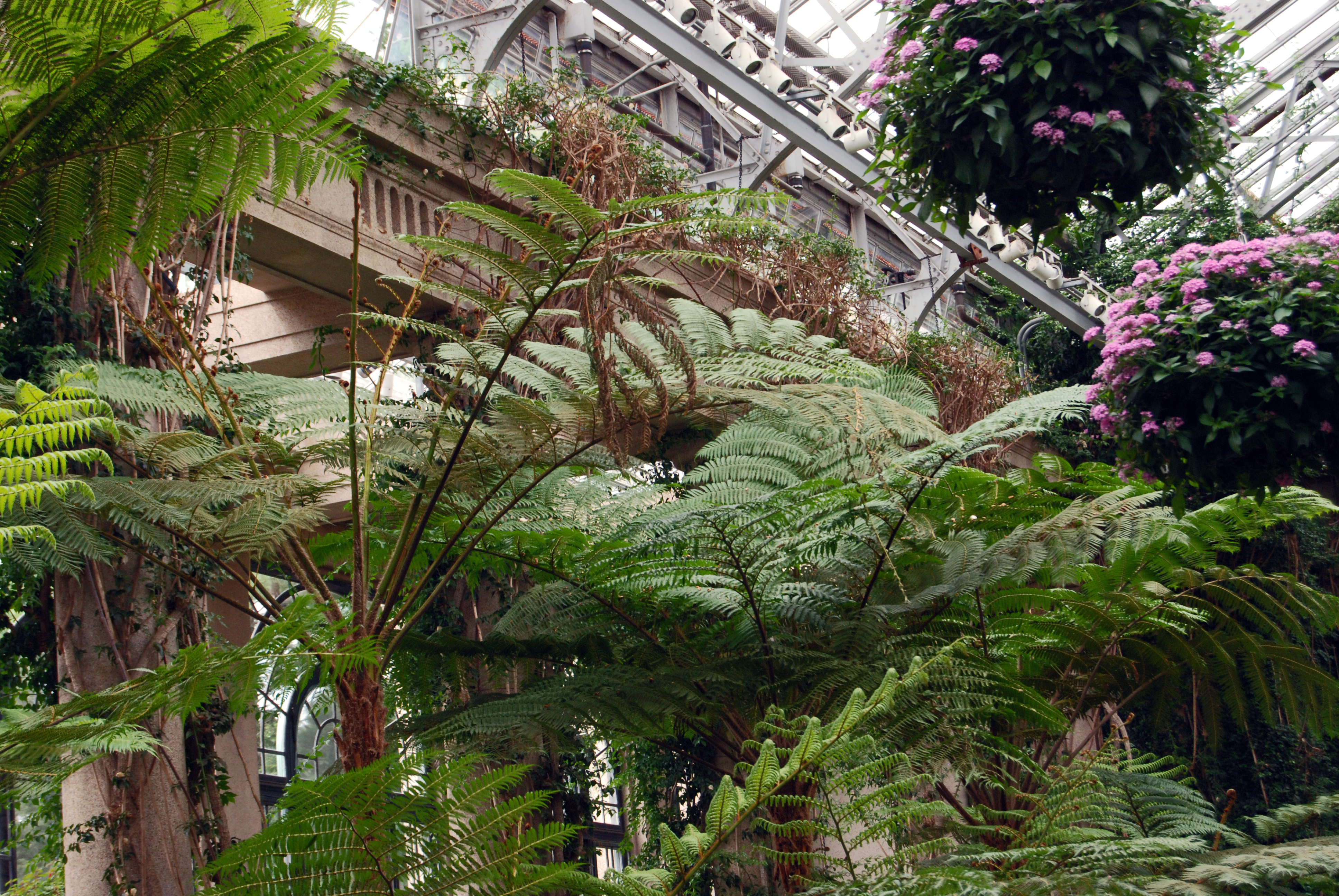
Helechos arborescentes.

Aquí nos encontramos con 11,000 tipos diferentes de plantas agrupadas, con puntos de información explicativos y numerosas fuentes.
Entre las familias de plantas representadas, destacan: 
- Bromeliaceae, con 219 taxones,
- Cactaceae, con 282 taxones,
- Crassulaceae, con 141 taxones,
- Cycadaceae, con 23 taxones,

Los géneros más ampliamente representados: 
- Abies, con 30 taxones,
- Acacia, con 25 taxones,
- Acer, 74 taxones,
- Anthurium, con 35 taxones,
- Buxus, con 46 taxones,
- Camellia cvs, con 134 taxones,
- Chamaecyparis, con 60 taxones,
- Euphorbia, con 49 taxones,

Especímenes
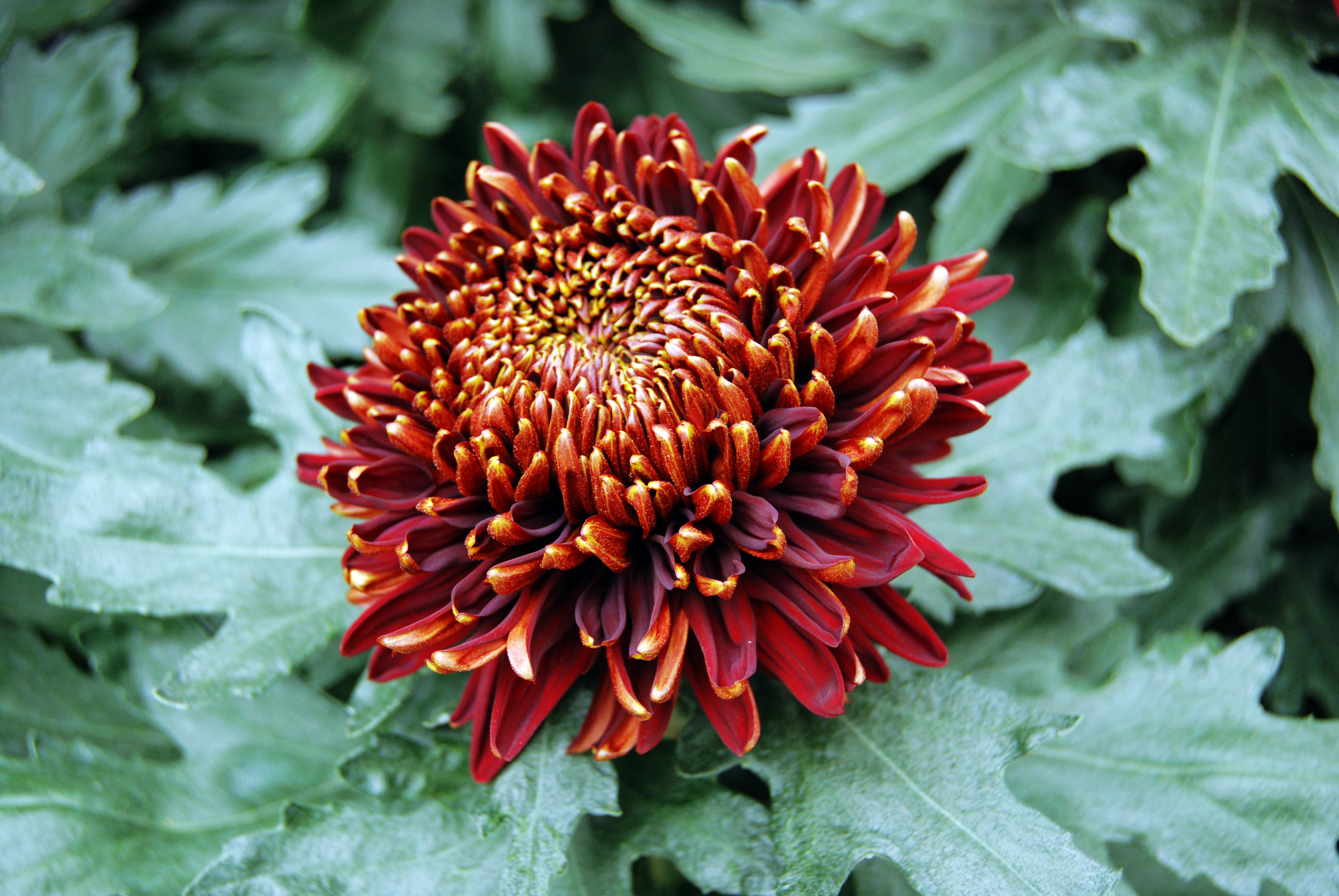
Crisantemo.
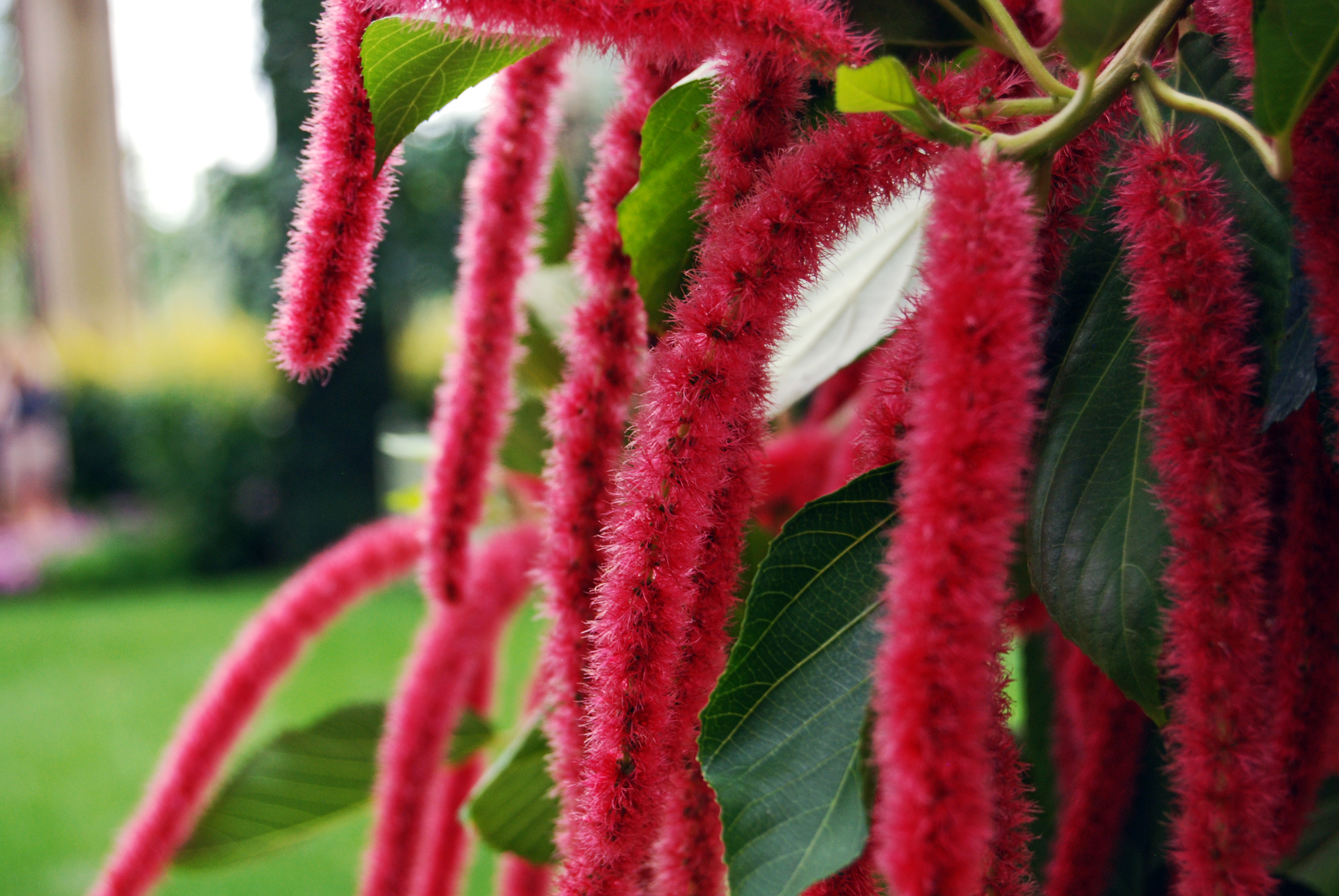
Acalifa.
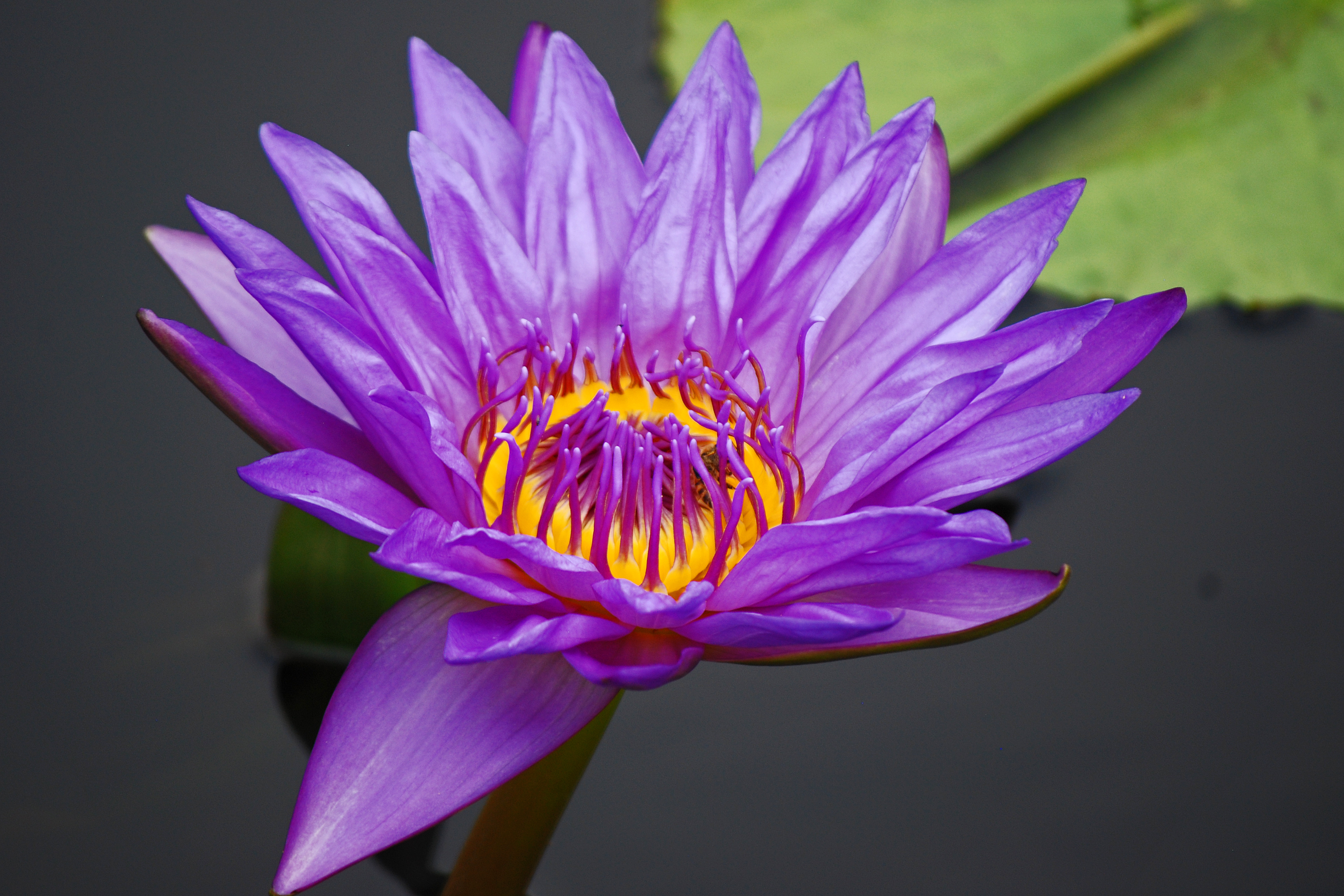
Nenúfar.
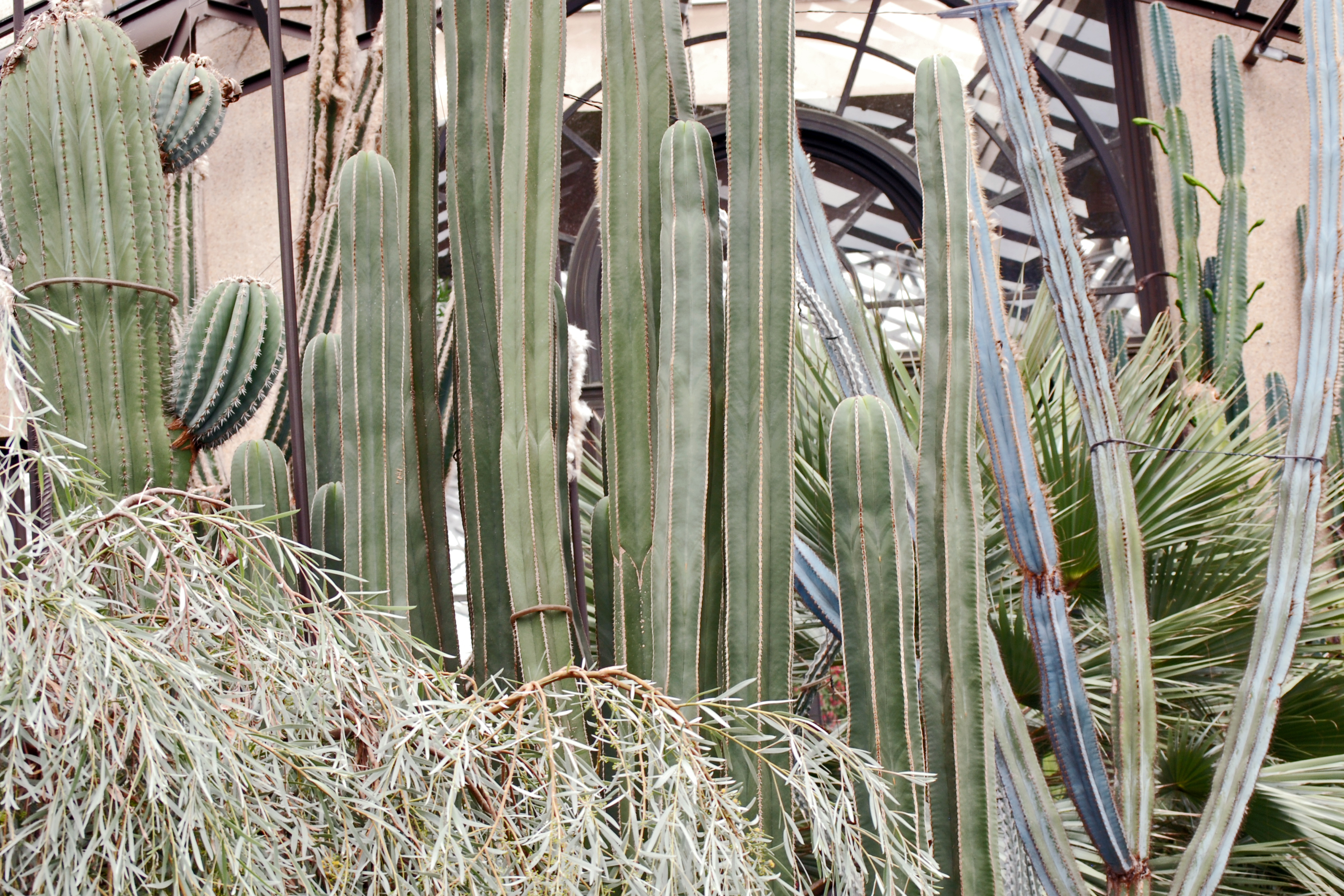
Euphorbiaceae.
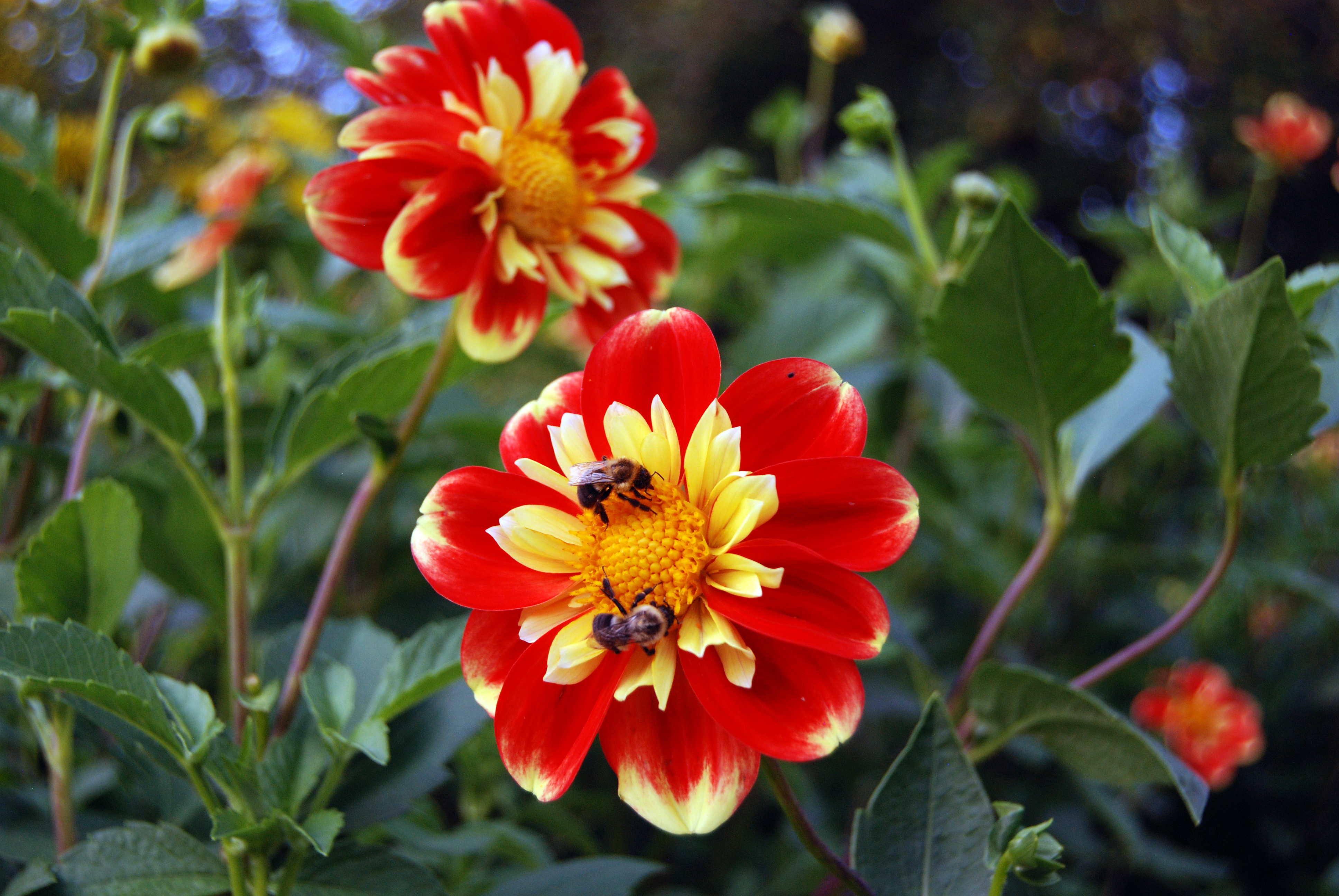
Dalia.

## Actividades
En este jardín botánico desarrolla un extenso programa educativo, en el que se incluyen estudios de Horticultura e intercambios educativos. 
Este jardín acoge cada año unas 800 actividades y exposiciones artísticas, relacionadas con el mundo de las plantas y de la horticultura, desde muestras de plantas, demostraciones de jardinería, cursos, a programas especiales para niños, conciertos, recitales de órgano y de carrillones, teatro musical y castillos de fuegos artificiales. 

Detalles
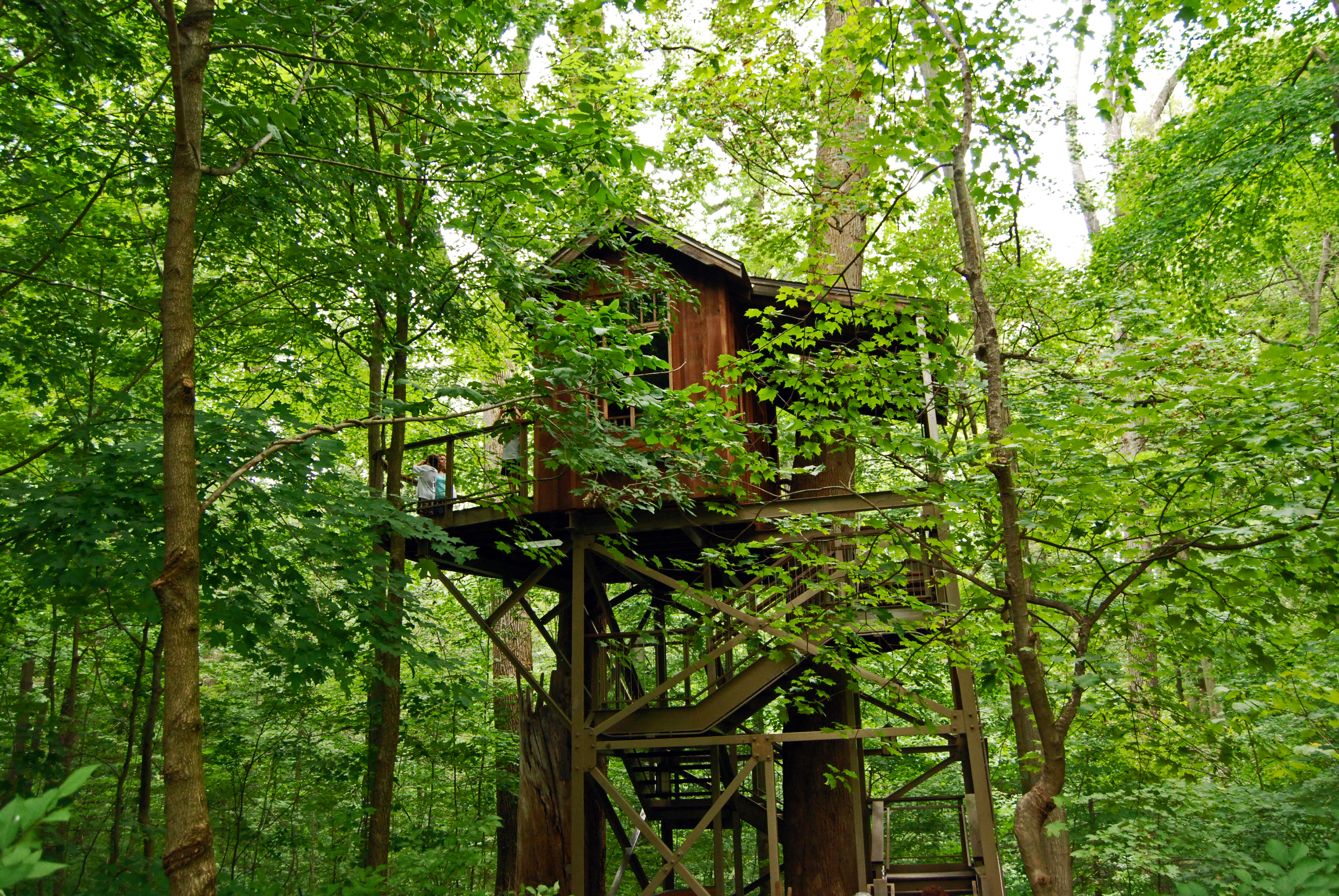
Cabaña en el árbol.
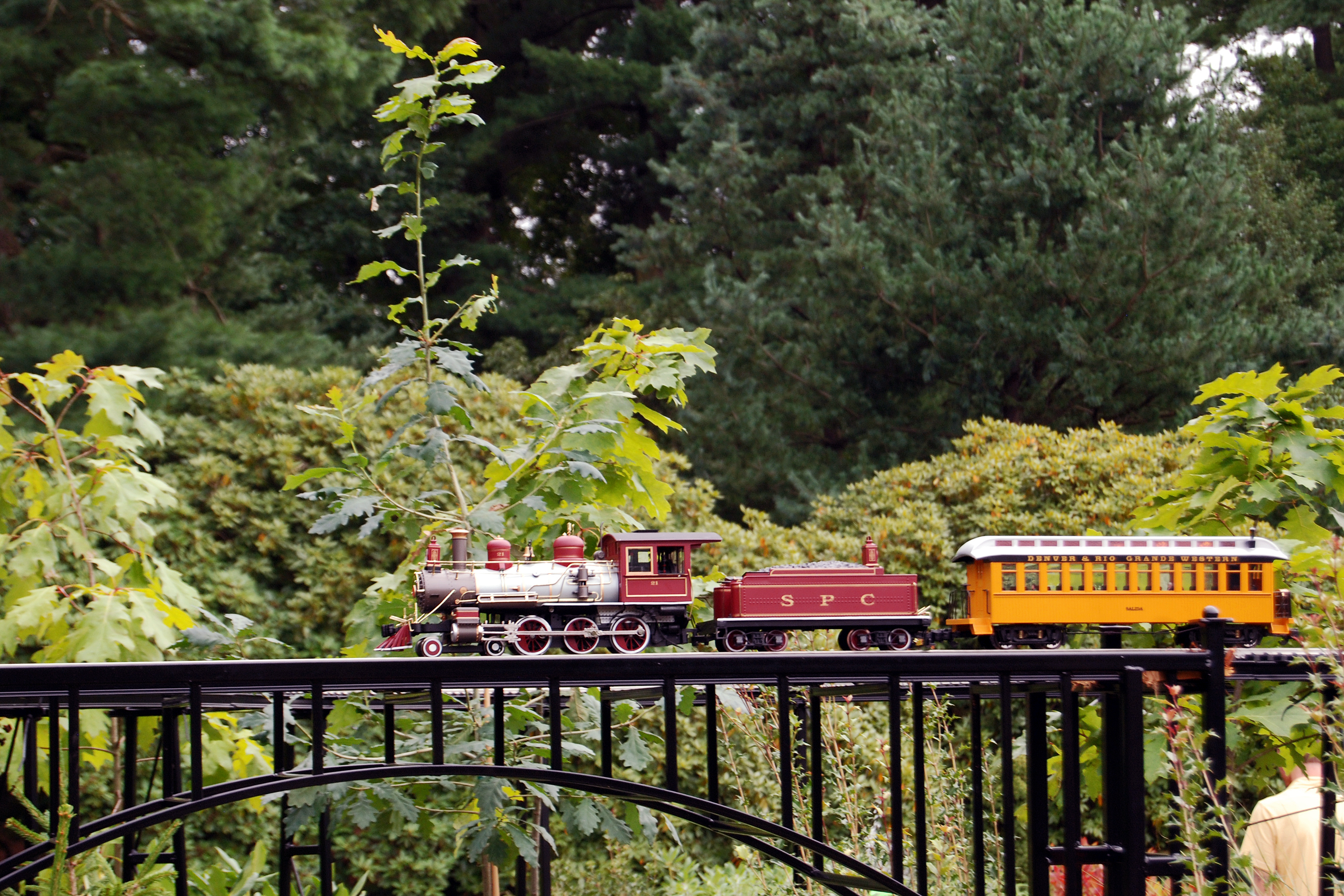
Maqueta de tren en los jardines.
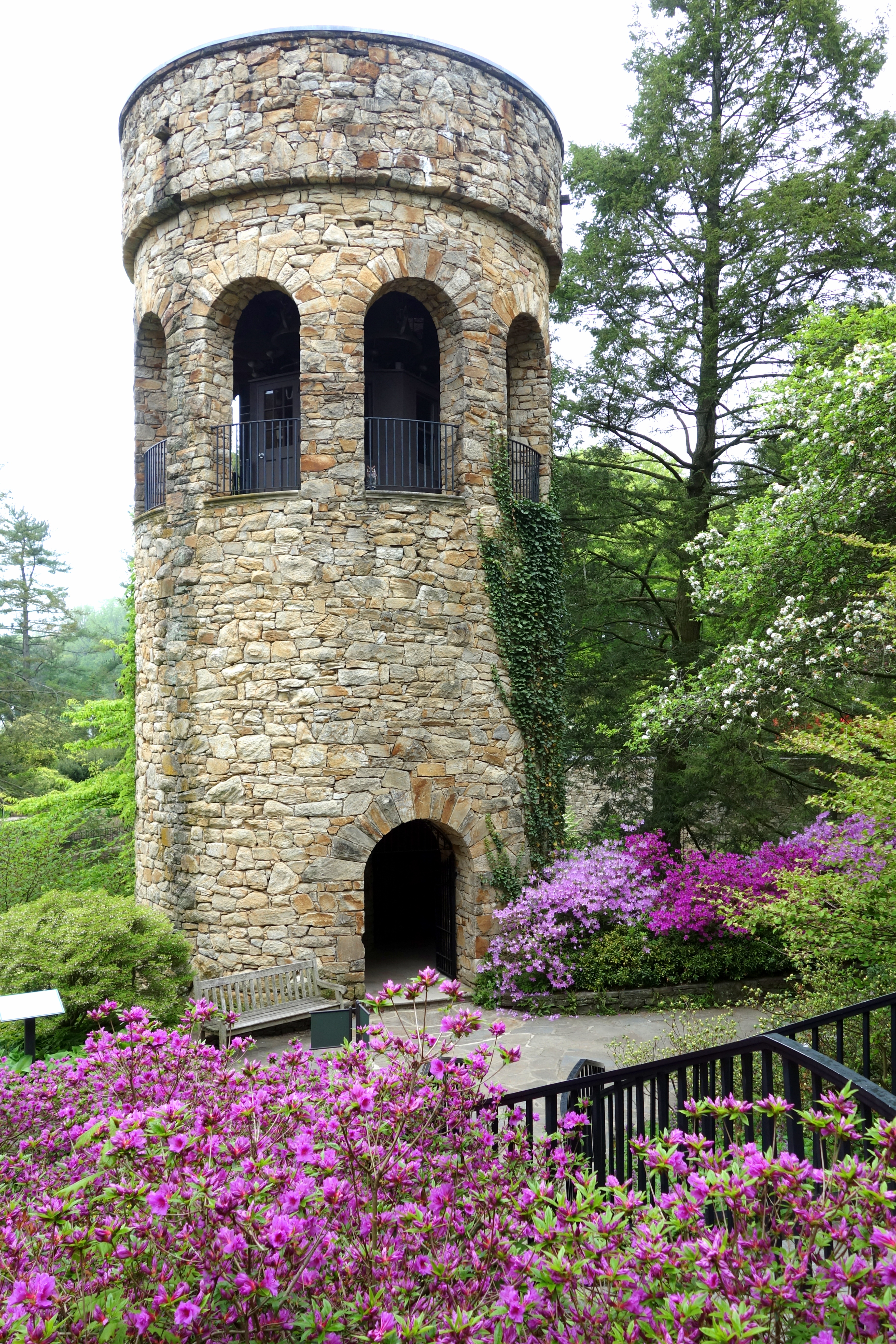
Chimes Tower - Longwood Gardens.
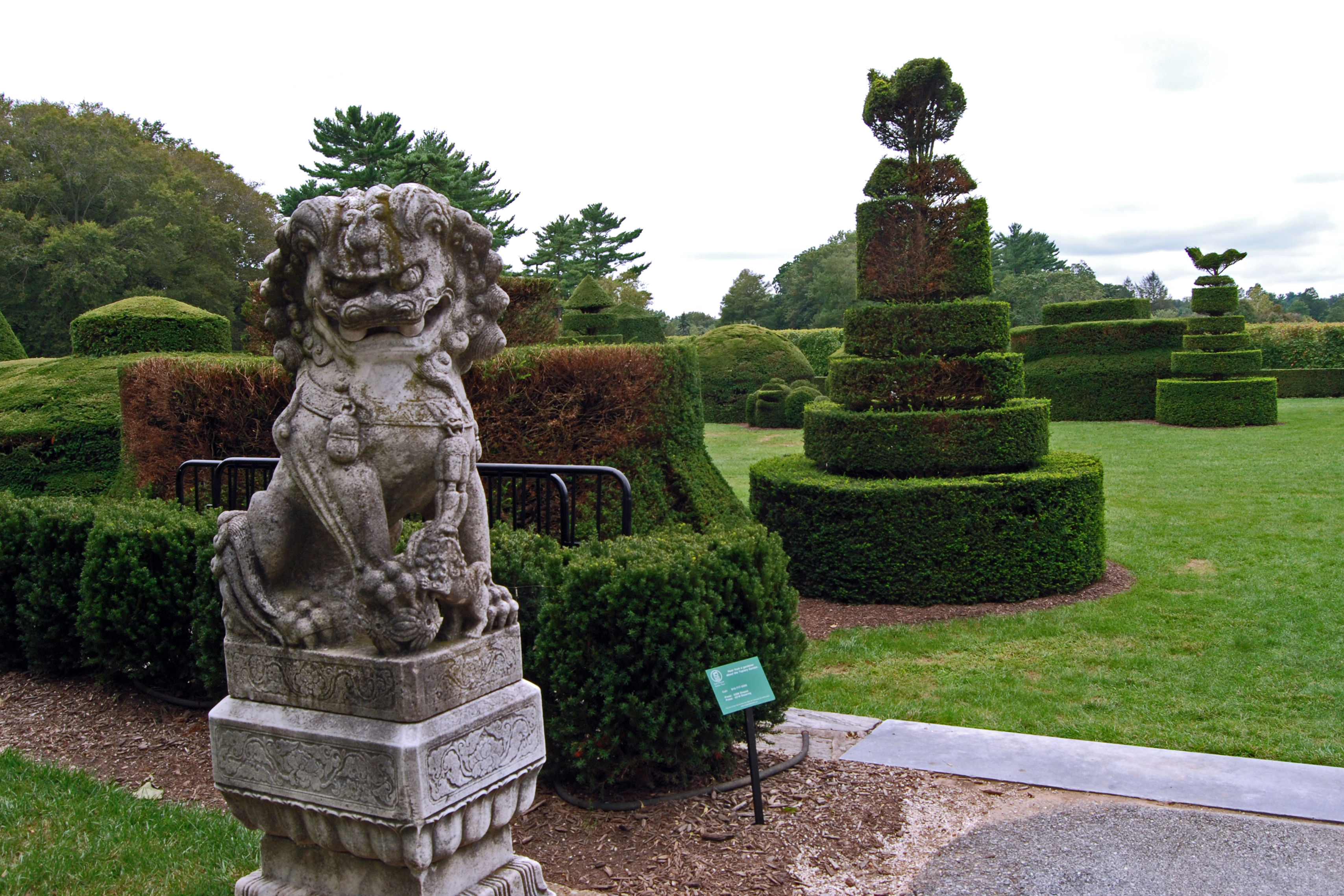
Topiaria en Longwood Gardens.
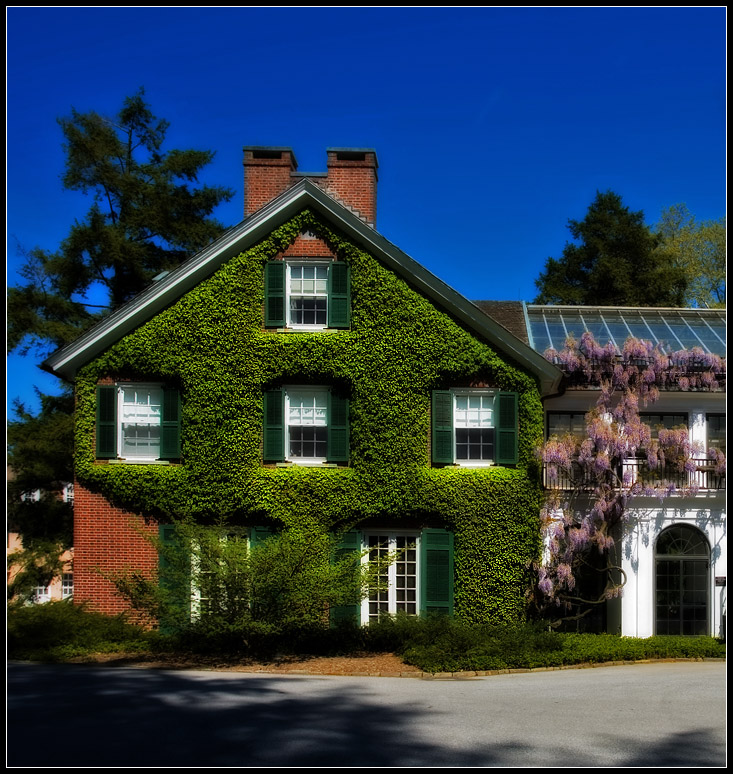
"Pierre Du Pont House" en Longwood Gardens.